# 주요한
주요한(朱曜翰, 1900년 12월 5일~1979년 11월 17일)은 일제강점기 시대에 활동한 사회운동가·시인·언론인이며 극작가 겸 기업인으로 활동한, 대한민국의 소설가, 시인, 번역문학가, 극작가, 언론인, 기업가, 정치인이다. 대한민국 제15대 상공부 장관 직책을 지냈다.

## 경력

### 변절
〈불놀이〉를 지어 한국근대시 형성에 선구자적인 업적을 남겼고 아호는 송아(頌兒)이며, '송아지'와 '목신'(牧神), 주락양(朱落陽), 벌꽃, 낙양(落陽)이라는 필명을 사용했다는 말만 들으면 문학가로만 여겨지겠지만, 주요한은 변절한 친일파 문학인이다. 일제강점기에 상하이 대한민국 임시정부에 참가하여 임시 정부 기관지 《독립신문》 기자로 활동하기도 했었으나, 1937년 수양동우회 사건 전후로 변절, 일제 전시체제때 총독부의 내선일체 체제에 순응하여 적극적인 협력활동을 한 친일파이다. 민족문제연구소에서 2015년 8월 15일 부천시청 광장에 게시한 선전물에서 주요한을 가리켜 "죽음과 삶을 초월한 황국정신"이라고 했다. 그 근거로 주요한은 "나라의 부름을 받고 가실 때에는 빨간 댕기를 드리겠어요"라는 문장으로 시작하는 댕기(국민문학 1941년), "나는 간다. 만세를 부르고 천황폐하 만세를 목껏 부르고, 대륙의 풀밭에 피를 뿌리고 너보다 앞서서 나는 간다"라는 문장으로 시작하는 지원병 이인석에게 줌(1941년 3월호 신시대)라는 글을 써서 일제의 침략전쟁을 '애국'이라며 선전했다.

### 친일 미청산 관련 논란
해방 이후에는 정치인으로 활동하였고, 제2공화국 장면 내각에서 부흥부 장관, 상공부 장관을 역임했다. 본관은 신안(新安)이다.

## 생애

### 생애 초기

#### 출생과 수학
원적지는 평안남도 평양이며 역시 평안남도 평양에서 개신교 목사인 주공삼(朱孔三)의 8남매 중 장남으로 태어났다. 주요한은 주공삼(朱孔三, 아명 주진우(朱珍雨))의 4남 4녀 중 장남으로, 소설가 주요섭과 극작가 주영섭이 주요한의 친동생이다.
1912년 평양의 숭덕소학교 재학 중 아버지를 따라서 도일하여 일본에서 중학교와 고등학교를 졸업했다. 메이지 학원 재학 중에 문학에 뜻을 두고 학우들과 회람지를 발행하는 한편 일본 시인 가와지 류코(川路柳虹)의 문하에서 근대시를 공부하다가 1919년 《창조(創造)》 동인에 참가하였다. 그 뒤 일본어로 쓴 시를 발표하며 문단에 입문하였고, 1919년 시 에튜우드, 눈 등을 발표했다. 대표작으로 꼽히는 시 〈불놀이〉(1919)도 이 시기에 춘사 김동인, 추호 전영택 등과 함께 발간한 동인지 《창조》 창간호에 발표했다. 〈불놀이〉는 서유럽적인 형태의 최초의 근대시로 평가된다. 그 후 계속 〈아침처녀〉 〈빗소리〉 등, 낭만적인 서정시를 발표하였다.

#### 독립 운동과 귀국, 언론 활동

##### 대한민국 임시정부 활동
1919년 3·1 운동을 계기로써 상하이로 망명하여 임정에 합류한 뒤 4월 임시 의정원 의원에 선출되고, 임시정부의 기관지인 《독립신문》 기자가 되었다.
임시정부가 창조론, 개조론, 임정 고수론으로 나뉘어서 파벌 싸움으로 와해상태가 놓이자 실망한 그는 《독립신문》 기자직과 임시 의정원 의원직을 모두 사퇴한다.
그 뒤 이광수는 귀국하였지만 그는 바로 귀국하지 않고 상하이의 호강대학으로 진학, 호강대학을 졸업했다.

##### 국내 언론인 활동
중국 호강대학 졸업 후 1925년 귀국하여 《동아일보》에 입사, 동아일보 취재부 기자와 동아일보사 편집국장 및 논설위원을 역임했다. 그 뒤 자리를 옮겨 《조선일보》 등에 근무했다. 그 뒤 조선일보사 편집국장 및 논설위원을 역임했다. 시집 《아름다운 새벽》(1924), 《3인 시가집》(1929), 《봉사꽃》(1930)을 간행하였다. 1927년 신간회가 조직되자 참여하였고 1929년에는 삼인시가집을 간행하였다.
조선일보사 전무를 끝으로 사퇴하고 기업 활동에 뛰어들었다.

### 일제 강점기 후반

#### 사회 활동과 전향
그는 꾸준히 안창호와 연락을 주고받았는데 안창호를 중심으로 조직된 대한인국민회와 흥사단에 가입하여 활동하였다. 그 뒤 안창호가 수양동우회를 결성하자 가입하여 회원이 되었다. 1930년대부터는 화신산업 취체역 등 기업 활동을 하면서 시작이 뜸해졌고, 광복 후에는 문단 활동을 접고 기업인, 언론인, 정치인으로만 활동했다.
1930년대 후반 화신상회 이사로 선출되었다.

#### 전시체제기 활동

1942년 2월 18일자 매일신보에 실린 주요한의 시문.

일제강점기 시기 동안 주요한은 언론인으로 지내면서 '합법적인 공간'하에 실력양성운동과 사회계몽운동 발전에 힘써왔으나 1937년 수양동우회 사건으로 지식인들이 대거 체포되었을 때 주요한도 검거되었고, 이듬해 이광수, 전영택, 현제명, 홍난파 등과 함께 전향하였다. 이후 전시체제기 동안 총독부의 체제에 순응하면서 적극적인 협력활동을 하게 된다. 조선문인보국회, 조선임전보국단, 조선언론보국회 등 여러 친일 단체에 가담해 징병제를 선전하는 등 태평양 전쟁 수행에 적극 협력했다. 창씨개명한 이름도 일본의 팔굉일우(八紘一宇) 이념에서 따온 것이다.
1944년 종로의 인사들이 학도병을 독려하기 위해 조직한 종로익찬위원회의 회원이 되었다. 1945년 초 조선언론보국회에 가입하였다.

### 광복이후 정치 활동

#### 정계 입문 초기
광복 후 흥사단에 관계하여 활동하였으며 1945년 9월 한민당이 창당되자 그에게 영입 제의가 들어왔으나 거절하였다. 그 해 조선상공회의소(대한상공회의소의 전신) 특별위원에 선출되었다. 그 뒤 대한무역협회 회장(1948)을 지냈고, 국제문제연구소 소장에 피선되었으며, 1954년 호헌동지회에 참여한 뒤 민주당 소속 정치인으로 활동했다. 한편, 1949년 영풍그룹의 모체인 영풍기업사를 장병희, 최기호와 함께 공동설립했다. 그러나 이후 장면 내각의 상공부 장관이 된 이후 영풍은 주요한을 제외한 2인체제가 된다.
1958년 5월 서울 중구에서 대한국민당의 윤치영을 누르고 민의원에 당선되었으며 4·19 혁명으로 제1공화국이 붕괴된 뒤 그해 5월의 민의원 선거에 출마하여 재선되었다. 8월 민주당이 정권을 잡은 제2공화국 내각에 장면에 의해 발탁되어 부흥부 장관, 상공부 장관으로 입각했으며, 1961년 초 경제과학심의회 위원에 피선되었다.

#### 생애 후반
1961년 5월 5·16 군사정변으로 장면 정권이 무너진 뒤에는 공직을 사퇴하고 야당 정치인으로 활동하다가 《대한일보》 사장과 대한해운공사 대표이사 등을 지냈다. 이후 정치정화법에 걸렸다가 1963년 정치정화법에서 해금되면서 야당 정치인으로 활동했으나 박순천과 장면, 정일형 등의 재건 민주당에는 참여하지 않았다. 이를 두고 야당에서는 그가 군사정권에 타협한 것이라며 비난을 가했다.
1964년 경제과학심의회의 위원, 1965년부터 73년까지 대한일보사 회장을 지냈다. 이후 문필 활동에 전력하다가 1979년에 80세의 나이로 사망했다. 경기도 고양군(현 고양시) 벽제면에 안장되었다.

### 사후
〈불놀이〉는 한국 근대 자유시의 효시로 한국문학사에서 중요하게 취급되는 작품이며, 주요한은 김억과 함께 초기 시단의 개척자로 평가받고 있다. 낭만적인 찬송가 작사도 하여 한국교회 음악발전에 공헌하였다.
2002년 발표된 친일파 708인 명단과 친일 문학인 42인 명단, 2008년 민족문제연구소가 선정한 친일인명사전 수록예정자 명단 문학 부문에 포함되어 있으며 친일반민족행위진상규명위원회가 발표한 친일반민족행위 705인 명단에도 포함되었다. 와카 형식으로 쓴 일본어 시집 《손에 손을(일본어: 手に手を)》(1943) 등 총 43편의 친일 작품명이 공개 되어, 친일 문학인 42인 명단에 선정된 문인 가운데 이광수 다음으로 편수가 많았다.
1979년 대한민국 정부로부터 국민훈장 무궁화장을 추서받았다.

## 가족 관계
- 아버지: 주공삼(朱孔三, 1875년~1953년, 아명은 주진우(朱珍雨), 개신교 목사. 평안남도 평양신학교 졸업.)
- 동생: 주요섭(朱耀燮, 1902년 11월 24일~1972년 11월 14일, 소설가, 시인, 영문학자. 한국문학번역협회 회장 역임.)
- 동생: 주영섭(朱永涉, 1912년 ~ ?, 연극배우, 극작가, 연극연출가. 국립연극연구소 연구위원 역임.)

## 학력
- 평안남도 평양 숭덕소학교 졸업
- 일본 도쿄 메이지 학원 중학부 전퇴
- 일본 도쿄 제1중학교 졸업
- 중국 상하이 후장 대학교 물리학과 전퇴
- 중국 상하이 후장 대학교 공업화학과 학사[8]

## 저서

### 시집
- 시집 《아름다운 새벽》
- 《3인시가집(三人詩歌集)》(1929), 이광수(李光洙)·김동환(金東煥)과 공저
- 《봉사꽃》(世宗書院) (1930)

### 논저 및 소설
- 《자유의 구름다리》(1959)
- 《부흥논의》(1963)
- 《안도산전서》(安島山全書) (1963)

## 상훈 경력
- 1979년 대한민국 국민훈장 무궁화장 추서

## 같이 보기
| - 김동인 - 김소월 - 수양동우회 - 흥사단 - 조선임전보국단 - 여적 필화 사건 - 주요섭 - 주영섭 - 안창호 - 윤치호 - 주공삼 - 실력 양성론 - 장면 - 피천득 - 현진건 | - 제1공화국 - 제2공화국 - 수양동우회 사건 - 이광수 - 장택상 - 조병옥 - 김성수 - 정일형 - 윤보선 |

## 역대 선거 결과
|  | 14.57% |

|  | 68.45% |

|  | 65.42% |

## 참고자료
- 권영민 (2004년 2월 25일). 《한국현대문학대사전》. 서울: 서울대학교출판부. 929~930쪽쪽. ISBN 89-521-0461-7.
- 반민족문제연구소 (1995년 7월 1일). 〈주요한 : 대동아공영의 꿈 읊조린 어릿광대 (김윤태)〉. 《친일파 99인 (3)》. 서울: 돌베개. ISBN 89-7199-013-9.
- 주요한 - 대한민국헌정회
- 주요한:한국역대인물종합정보[깨진 링크(과거 내용 찾기)]

| 전임 전예용 | 제6대 부흥부 장관 1960년 8월 23일 ~ 1960년 9월 12일 | 후임 김우평 |

| 전임 이태용 | 제15대 상공부 장관 1960년 9월 12일 ~ 1961년 5월 3일 | 후임 태완선 |

| 전임 김우평 | 부흥부 임시 장관 1960년 12월 ~ 1961년 1월 30일 | 후임 태완선 |

| 전임 태완선 | 제9대 부흥부 장관 1961년 5월 3일 ~ 1961년 5월 18일 | 후임 박기석 (건설부 장관) |